# Stade Charles-Konan-Banny
Le Stade Charles-Konan-Banny est un stade à Yamoussoukro, en Côte d'Ivoire. Le stade a une capacité de 20 000 places.

## Histoire
Le 19 octobre 2018, le Premier ministre ivoirien Amadou Gon Coulibaly lance les travaux de construction du stade. Le 11 juin 2021, le stade est remis à la municipalité de Yamoussoukro et accueille des matchs de Ligue 1. Il est inauguré officiellement en juin 2022.
Le stade a accueilli des matchs de la coupe d'Afrique des nations 2023 en février 2024, à l'instar de 5 autres stades rénovés ou construits pour l'occasion : le stade Laurent-Pokou de San-Pédro, le stade Amadou-Gon-Coulibaly de Korhogo, le stade de la paix de Bouaké, le stade olympique Ebimpé et le stade Félix-Houphouët-Boigny d'Abidjan.
Depuis 2023, le stade porte le nom de l'ancien premier ministre Charles Konan Banny.

## Description

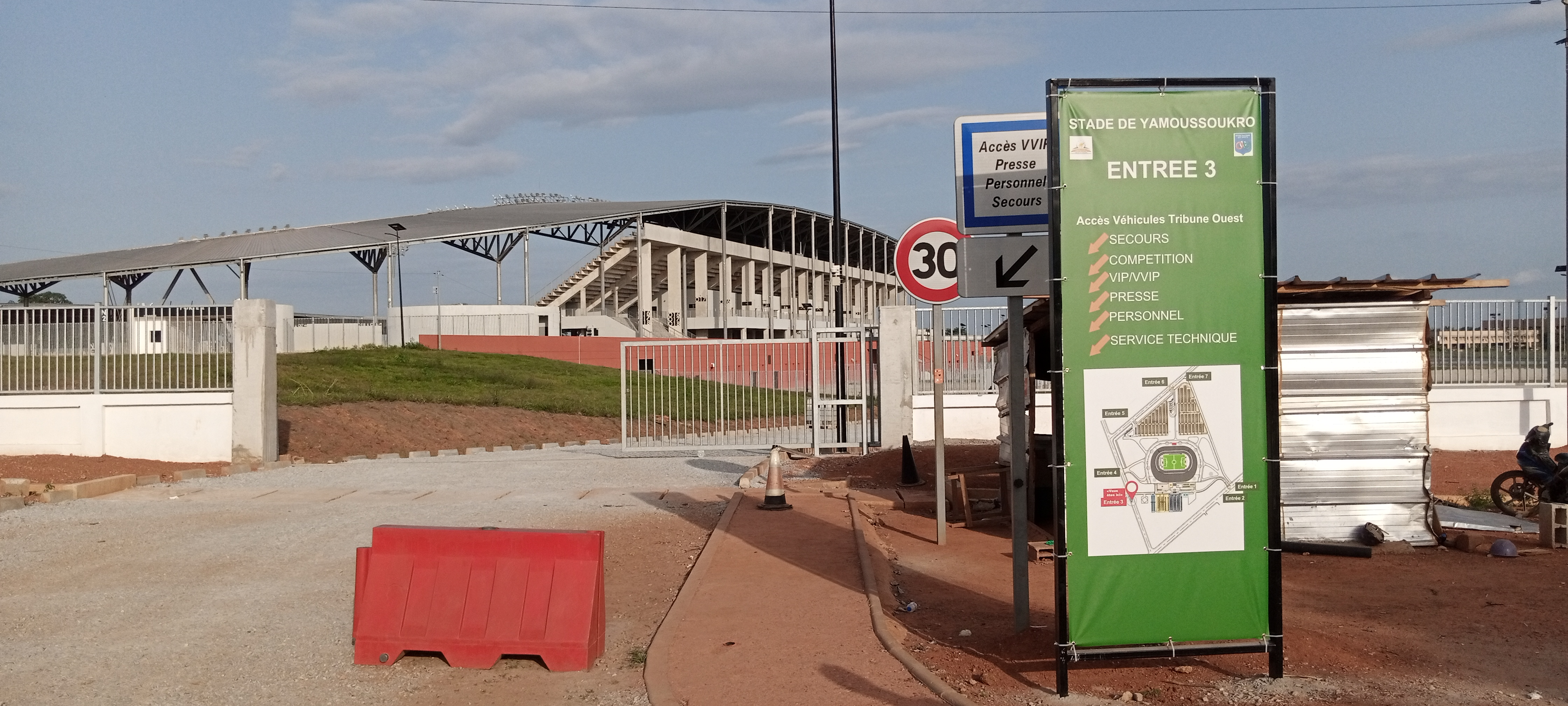
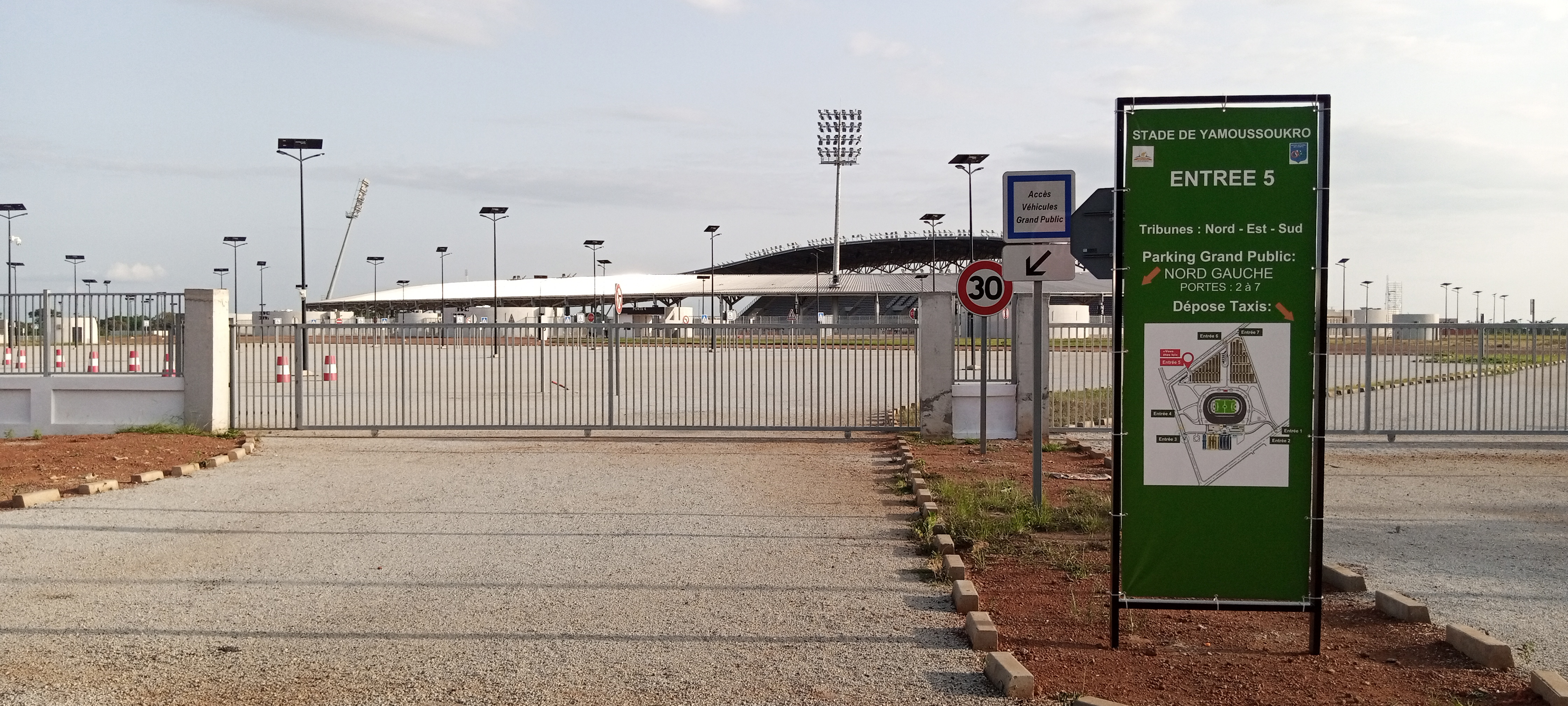
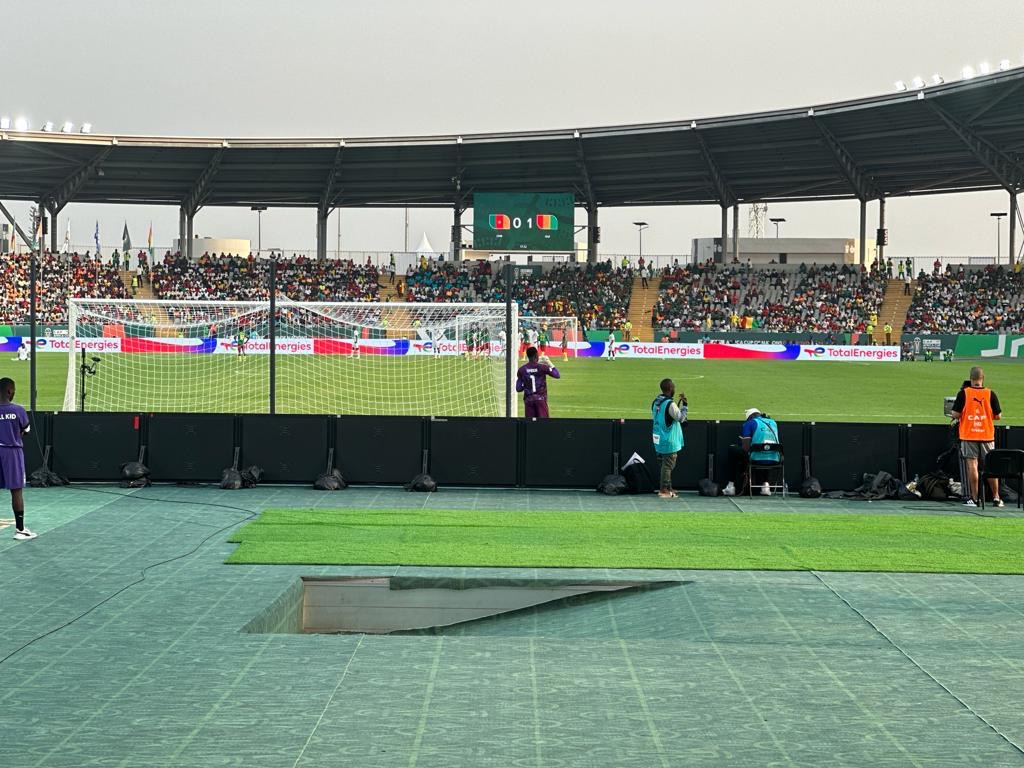
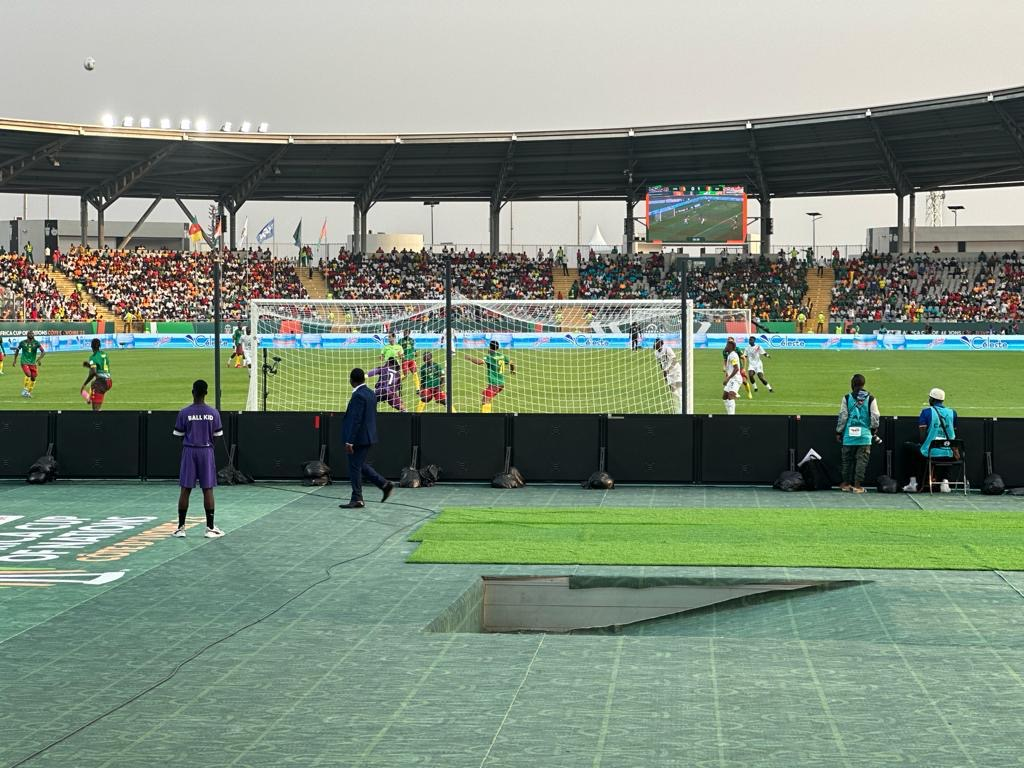
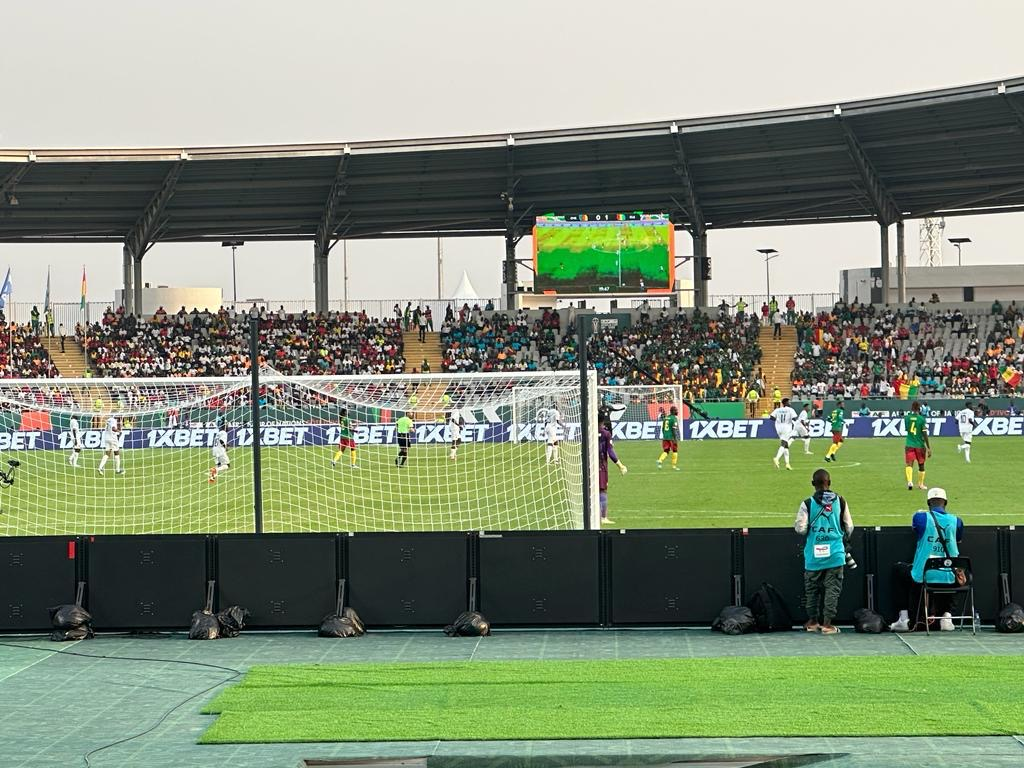

Situé à proximité du Lycée Scientifique, le stade Charles Konan Banny couvre une superficie de 24,66 ha et a nécessité un investissement majeur de 47 milliards de Fcfa (71,6 millions d’euros).
Ce stade dispose de tribunes couvertes. Il est doté d’une pelouse naturelle, 4 terrains d'entraînement, une salle de massage, six zones de sectorisation, sept tripodes, cinq infirmeries, deux vestiaires, une salle d’échauffement, deux ascenseurs, 200 places réservées à la tribune de presse, une salle de presse, une piste d’athlétisme en revêtement synthétique, des aires de saut et de lancer, des places réservées aux personnes à mobilité réduite etc.
La pelouse du stade Charles Konan Banny est réputée la deuxième meilleure du pays, après celle de Bouaké. La construction de l’édifice a mobilisé 700 à 800 ouvriers locaux par jour.
Multifonctionnel et pluridisciplinaire, le stade de Yamoussoukro a été jugé conforme aux exigences internationales par la Confédération africaine de football (CAF).

## Événements

### Rencontres internationales de football
Le stade Charles Konan Banny a accueilli plusieurs rencontres des compétitions continentales interclubs de la CAF et un match des Eléphants contre la Zambie (3-1) comptant pour les éliminatoires de la CAN 2023. Il a également a servi de plateau à l’équipe nationale féminine du Burkina Faso qui y a reçu son homologue de l’Afrique du Sud dans le cadre des éliminatoires de la CAN (Maroc 2024).

### CAN 2023

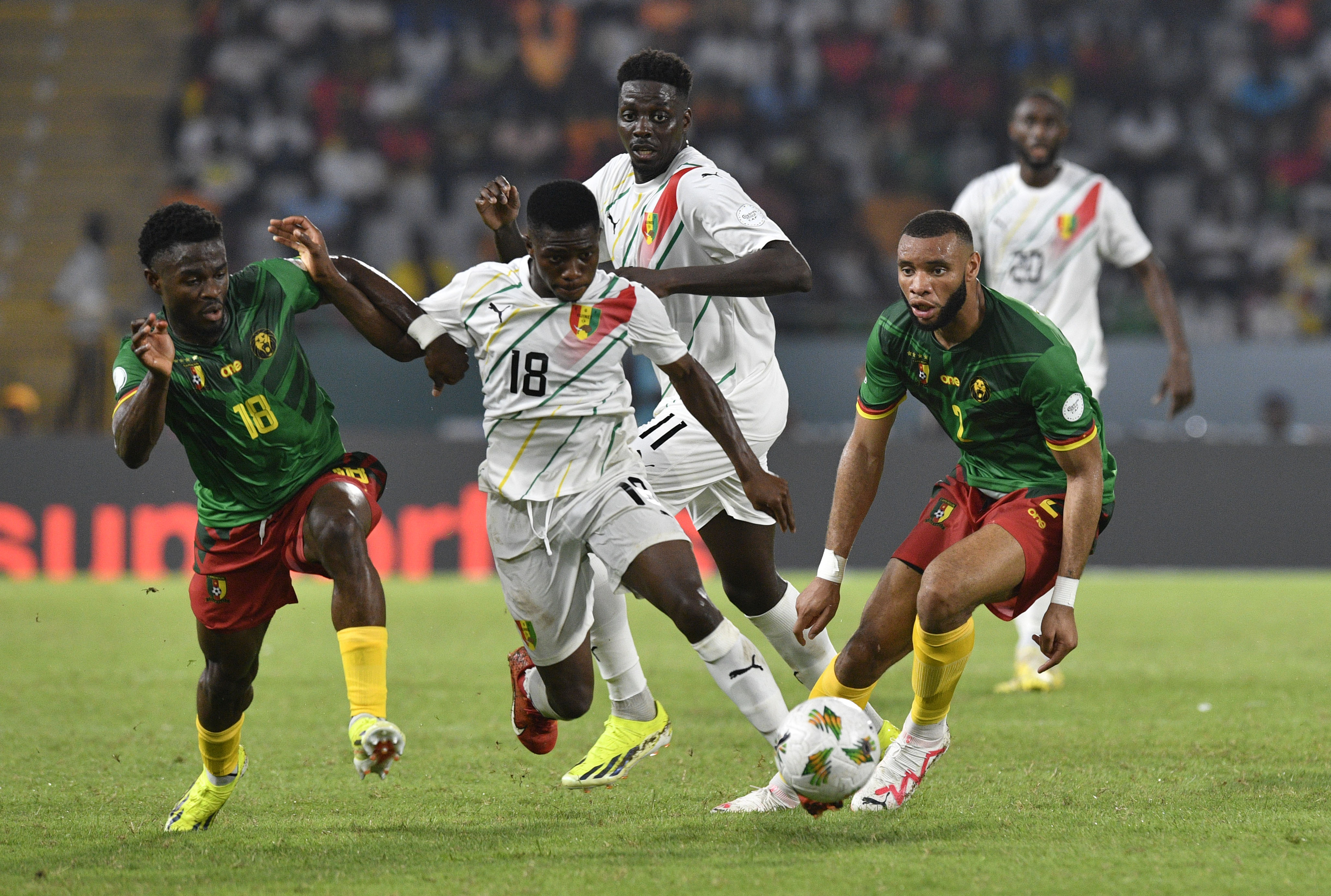
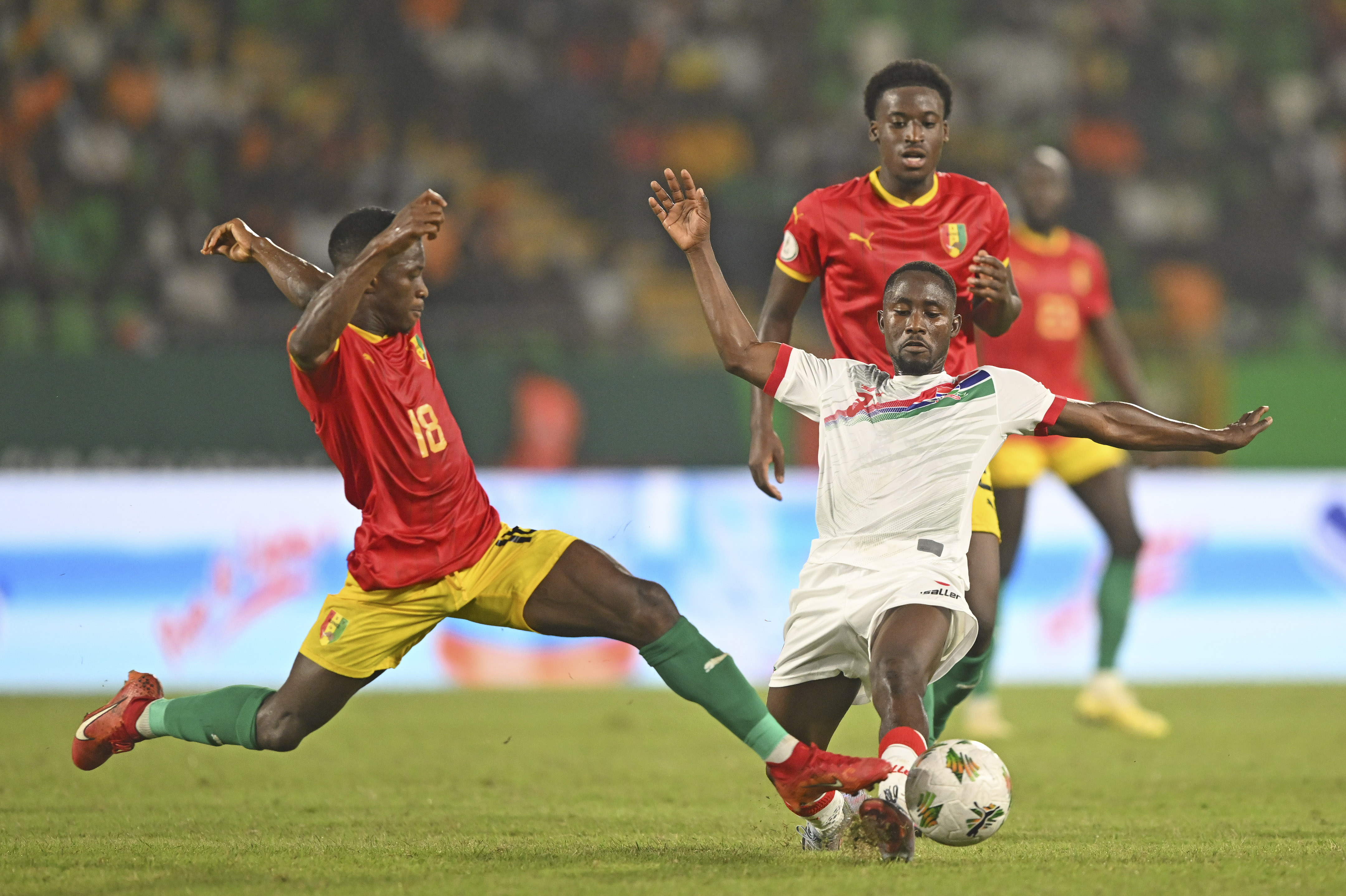
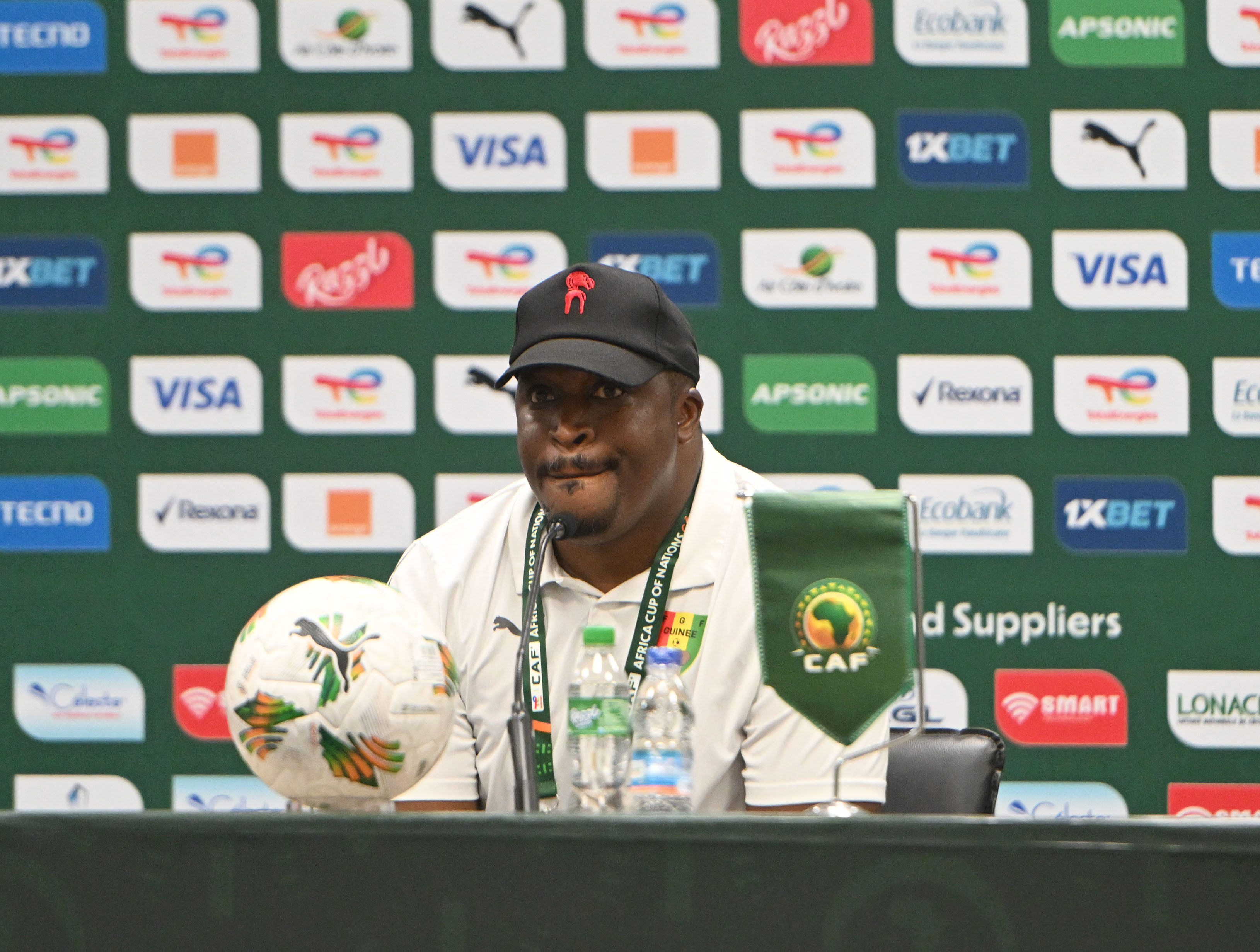
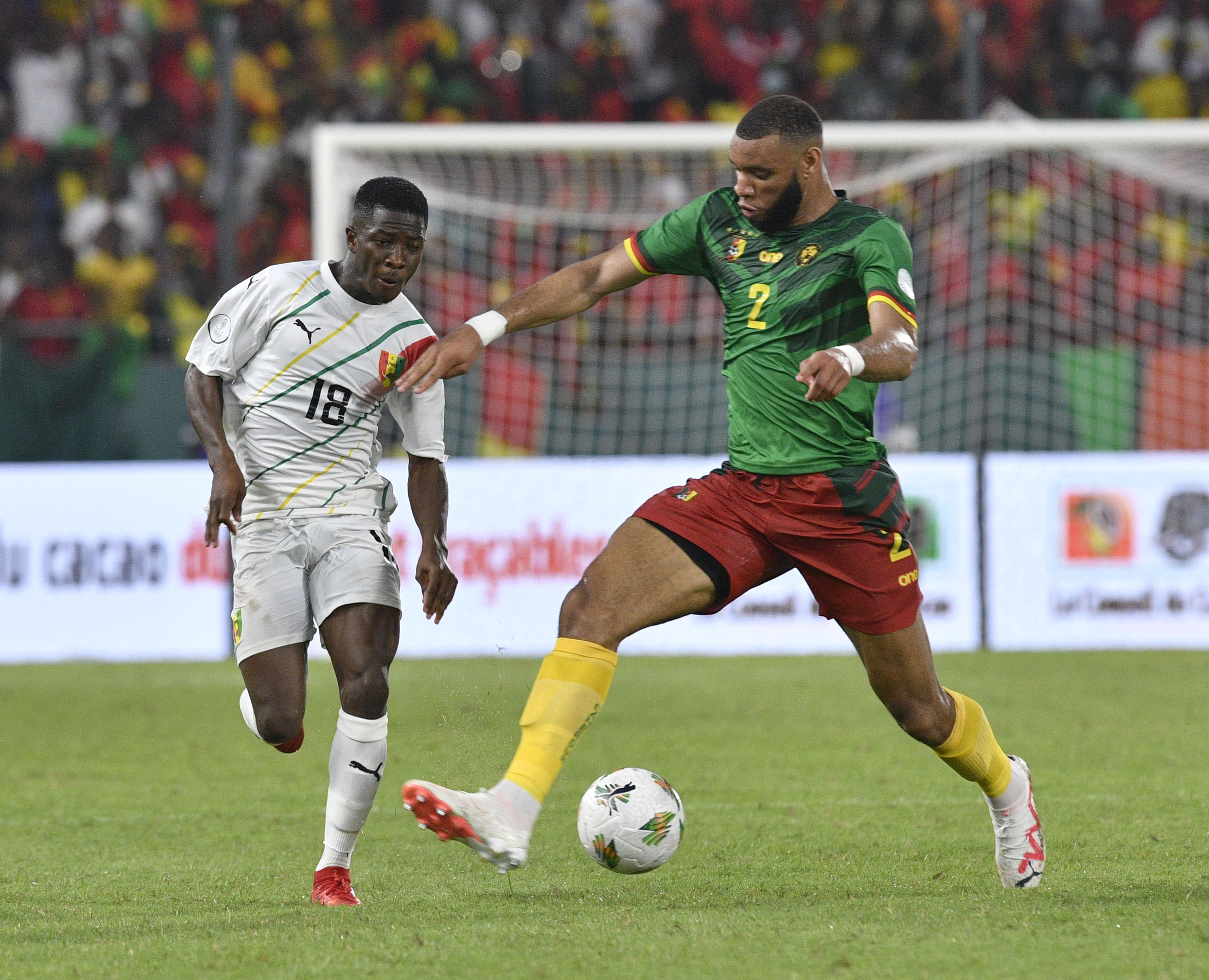
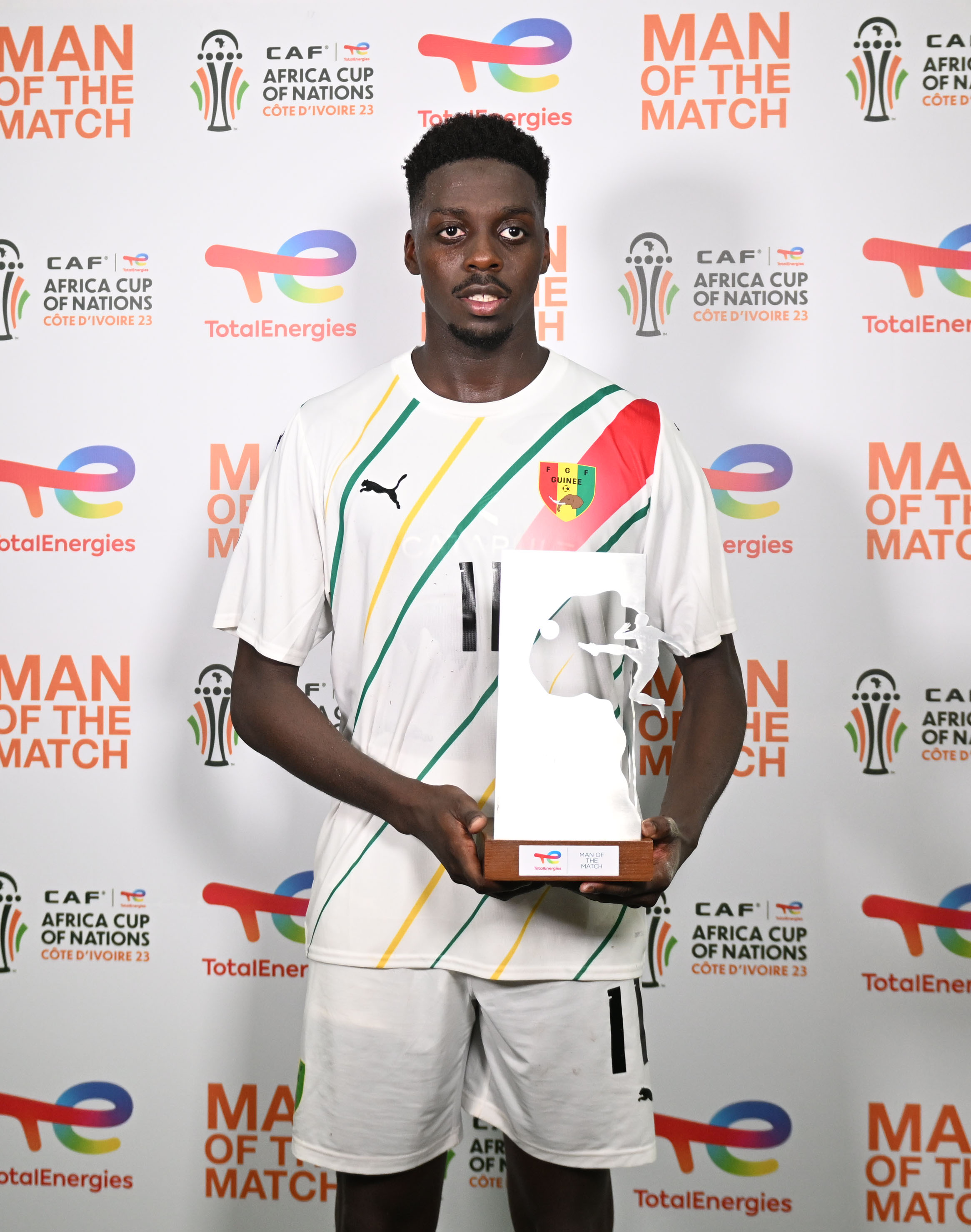

Le stade Charles Konan Banny de Yamoussoukro a accueilli 8 matchs lors de la Coupe d’Afrique des Nations 2023.
| Date            | Heure | Equipe 1     | Résultat      | Equipe 2       | Tour                |
| 15 janvier 2024 | 14H00 | Sénégal      | 3 - 0         | Gambie         | Groupe C            |
| 15 janvier 2024 | 17H00 | Cameroun     | 1 - 1         | Guinée         | Groupe C            |
| 19 janvier 2024 | 17H00 | Sénégal      | 3 - 1         | Cameroun       | Groupe C            |
| 19 janvier 2024 | 20H00 | Guinée       | 1 - 0         | Gambie         | Groupe C            |
| 23 janvier 2024 | 17H00 | Guinée       | 0 - 2         | Sénégal        | Groupe C            |
| 23 janvier 2024 | 20H00 | Burkina Faso | 2 - 0         | Angola         | Groupe D            |
| 29 janvier 2024 | 20H00 | Sénégal      | 1 - 1 TAB 4-5 | Côte d'Ivoire  | Huitièmes de finale |
| 03 Février 2024 | 20H00 | Cap-Vert     | 0 - 0 TAB     | Afrique du Sud | Quart de Finale     |